# What Men Want
What Men Want es una película estadounidense de comedia y fantasía de 2019 dirigida por Adam Shankman. Un remake libre de la película de 2000 What Women Want, la trama sigue a una mujer que, después de beber una potente mezcla de un chamán, gana la capacidad de escuchar los pensamientos internos de los hombres. Es protagonizada por Taraji P. Henson, Aldis Hodge, Josh Brener, Richard Roundtree, Erykah Badu y Tracy Morgan.
La película fue estrenada en Estados Unidos el 8 de febrero de 2019 por Paramount Pictures.

## Argumento
Ali Davis es una agente deportiva exitosa que constantemente es rechazada por sus colegas masculinos, mientras espera ser socia de la agencia en la que trabaja, sin embargo, ella no recibe el título ya que alguien no votó por ella. Después de que su jefe le dice que parte de la razón por la que no hizo pareja es básicamente porque no se conecta bien con los hombres, comienza a preguntarse qué más necesita hacer para tener éxito en el mundo de un hombre. Después, Ali anuncia a toda la compañía que ella será la que firme a la próxima superestrella del baloncesto, Jamal Barry.
Después del trabajo, Ali va a reunirse con su padre en un gimnasio y bar, donde se encuentra con un cantinero llamado Will, a quien le interesa. Dejan el bar juntos y van a su casa, donde tienen relaciones sexuales, pero ella es demasiado agresiva, sin saber que Will no está satisfecho con su actuación en el dormitorio. A la mañana siguiente, ella ve que su hijo Ben está en la habitación y mientras se pone su ropa, ve un retrato de Will con su fallecida esposa.
En la despedida de soltera de su amiga Mari, Ali y sus amigas se presentan a una psíquica llamada Sister (Erykah Badu). Mientras entrevista a Ali, Sister le da a Ali un tipo especial de té, que Ali encuentra que huele horrible después de beberlo.
Luego, Ali y sus amigas salen a un club para continuar la celebración de despedida de soltera de Mari, pero Ali está enganchada y loca de fiesta, debido al té que bebió de la Hermana. Mientras baila, otra de las amigas de Ali, Cierra, la golpea, haciéndola caer y golpearse la cabeza contra la barra, quedando inconsciente.
Al día siguiente, Ali se despierta en el hospital y comienza a escuchar los pensamientos de su médico sobre otro paciente y él tomando cocaína, para su sorpresa. Mientras viaja al trabajo con su asistente, Brandon, ella escucha sus comentarios sobre ella, lo que hace que se enfrente a él sobre sus pensamientos. Ambos se asustan, lo que hace que Ali salga del auto y camine el resto del camino al trabajo. Mientras camina, Ali se encuentra con varios hombres, escuchando sus pensamientos, por lo que se da cuenta de su don para escuchar los pensamientos de los hombres. Con su nuevo poder, Ali busca burlar a sus colegas mientras corre para fichar a Jamal.
Usando sus poderes recién descubiertos, ella aprende la ubicación de un juego de póker, al que asistirá el padre y gerente de Jamal, Joe Barry. Ella se presenta al juego, sin invitación, para disgusto de Ethan, quien se hizo socio de ella. Durante el juego, Ali pudo escuchar los pensamientos de los hombres y se las arregló para ponerse en una situación en la que ella y Joe eran los únicos jugadores que quedaban en el juego. Al final del juego de póker, ella pierde a propósito, para complacer a Joe. Más tarde, durante una presentación ante Jamal para elegir a Summit (la agencia de Ali) para representarlo, Jamal está decepcionado con el cojo video de los 90 con imágenes atrevidas y mala edición. Ali logra salvar la agencia apelando a los intereses de Jamal y la promesa de una carrera exitosa por delante. Después de la reunión, Ali escucha la voz de Joe que dice que no confía en una mujer sin familia. Ali usa esto como una oportunidad para impresionar a Joe cuando ve a Will, a quien conoció en el bar anteriormente y durmió en su casa. Sin embargo, ella se había escapado después de conocer a su hijo, Ben, y ver la foto de Will con su difunta esposa, sin darle a Will la oportunidad de explicarse. Ella hace pasar a Will como su esposo, y lo invita a él, Ben, Joe y Jamal a un juego de baloncesto el fin de semana.
En el juego de baloncesto, Joe se impresiona con la cantidad de familia que Ali parece ser, sin darse cuenta de las circunstancias reales. Luego, Jamal conoce a Karl-Anthony Towns, su ídolo. Todo parece estar funcionando a favor de Ali, ya que Jamal está impresionado con sus esfuerzos. Brandon, el asistente de Ali, establece una cita doble para Ali y Will con su amiga Mari y su prometido, James. Durante el juego de billar, Ali descubre las formas de engaño de James cuando está mirando a la camarera a espaldas de Mari, escuchando sus pensamientos sobre la camarera, haciendo que Ali lo golpee en los testículos. Will, sin embargo, solo tiene ojos para ella. Esa noche, ellos se van a casa y tienen relaciones sexuales, con Ali usando la voz de Will en su cabeza para hacer exactamente lo que él quiere que haga, para finalmente satisfacerlo por completo.
Algún tiempo después, Jamal y Joe aparecieron en las noticias, con Ethan prometiendo firmar a Jamal con su nueva agencia, después de abandonar Summit. La agencia está en China y ofrece a Jamal una comisión del 5%. Al ver la noticia, Ali se siente derrotada ya que firmar a Jamal era su plan para ganar el reconocimiento. Su jefe, Nick, la regaña, y afirma que si no fuera por el hecho de que ella era una mujer, la habría despedido en el acto. Mientras persigue a Nick, Will aparece y Nick le dice que ahora pueden renunciar a su pequeño acto haciendo que Will descubra que Ali lo había estado usando y se va enojado, diciéndole que no lo vuelva a contactar.
En la boda de Mari, Ali escucha a su novio, James, revelando que se acostó con su primo. Ella interrumpe la boda y le dice esto a Mari, terminando en una Mari enojada abofeteando al novio. También le dice a su otra amiga, Ciarra, que su esposo también le había sido infiel, pero con un hombre. Las parejas estallan en una pelea, que termina con una mujer al azar golpeando accidentalmente a Ali en la cabeza con un florero. Cuando ella se despierta en el hospital, el médico le agradece debido a ella desde su última visita, ingresó a rehabilitación y está en una desintoxicación, que reveló antes, en su cabeza, que bebe y consume cocaína. Debido a su truco en la boda, se encuentra sola en el hospital con sus amigos y Brandon enojado con ella.
Al salir del hospital, Ali se da cuenta de que, aunque podía escuchar la voz de Jamal, en realidad nunca lo había escuchado. Usando su conocimiento previo del lugar de reunión de Jamal, ella va a verlo a la cancha de baloncesto y le pregunta qué es lo que realmente quiere. Jamal le dice que no quiere ir a China y que prefiere quedarse con la gente con la que creció. Ali le dice que siga a su corazón, y no a su cabeza.
Finalmente Jamal decide quedarse en los Estados Unidos y se convierte en la primera selección de un equipo de la NBA. Nick, impresionado con los resultados de Ali, la promueve como nueva socia de la firma. Sin embargo, Ali está harta de ser parte del club masculino y comienza su propia agencia junto a Kevin, su compañero de trabajo en Summit, así como a Brandon, y lo convierte en un agente. Después, ella se reconcilia con sus amigas y promete pagar los lunes de Margarita. En la fiesta del sexto cumpleaños de Ben, Ali aparece con el pastel deportivo que quería y le pide a Will que le dé otra oportunidad a lo que el dice que si. Después de la fiesta, salen a caminar por el parque y Ali revela más planes para su agencia.

## Reparto
- Taraji P. Henson como Alison "Ali" Davis.
- Aldis Hodge como Will.
- Josh Brener como Brandon.
- Erykah Badu como Sister.
- Richard Roundtree como Skip Davis.
- Tracy Morgan como Joe "Dolla" Barry.
- Wendi McLendon-Covey como Olivia.
- Tamala Jones como Mari.
- Phoebe Robinson como Ciarra.
- Max Greenfield como Kevin.
- Jason Jones como Ethan.
- Chris Witaske como Eddie.
- Brian Bosworth como Nick.
- Kellan Lutz como Captain F*cktastic.
- Shane Paul McGhie como Jamal Barry.
- Auston Jon Moore como Ben.
- Pete Davidson como Danny.
- Karl-Anthony Towns como él mismo.
- Lisa Leslie como ella misma.
- Shaquille O’Neal como él mismo.
- Grant Hill como él mismo.
- Mark Cuban como él mismo.

## Producción

### Desarrollo
Paramount anunció que desarrollaría un remake de What Women Want de Nancy Meyers. El 14 de noviembre de 2017, se anunció que Taraji P. Henson la protagonizaría. El 2 de febrero de 2018, Adam Shankman firmó para dirigir la película. Max Greenfield y Tracy Morgan también se unieron al reparto.

### Música
Brian Tyler provee la banda sonora para la película.

## Estreno
What Men Want fue estrenada en Estados Unidos el 8 de febrero de 2019 por Paramount Pictures. Se lanzó en Digital HD el 23 de abril de 2019 y en Ultra HD Blu-ray, Blu-ray y DVD el 7 de mayo de 2019.

## Recepción
What Men Want recibió reseñas generalmentes mixtas de parte de la crítica y de la audiencia. En el sitio web especializado Rotten Tomatoes, la película posee una aprobación de 42%, basada en 149 reseñas, con una calificación de 5.1/10, y con  un consenso crítico que dice: "Es cierto que irregular, pero fácil de gustar, What Men Want demuestra que un remake con cambio de género puede funcionar, y las probabilidades se mejoraron sustancialmente con Taraji P. Henson a la cabeza." De parte de la audiencia tiene una aprobación de 33%, basada en 1684 votos, con una calificación de 2.9/5.
El sitio web Metacritic le dio a la película una puntuación de 49 de 100, basada en 29 reseñas, indicando "reseñas mixtas". Las audiencias encuestadas por CinemaScore le otorgaron a la película una "A-" en una escala de A+ a F, mientras que en el sitio IMDb los usuarios le asignaron una calificación de 5.3/10, sobre la base de 28 342 votos. En la página web FilmAffinity la cinta tiene una calificación de 4.1/10, basada en 1011 votos.